# 医王寺 (島田市金谷古横町)
医王寺（いおうじ）は、静岡県島田市にある曹洞宗の寺院。なお、当寺の約6キロメートル東南東の同市船木に同名の寺がある。そちらの寺も曹洞宗である。

## 歴史
平安時代、弘法大師空海によって開山された。空海が当地に立ち寄った際、薬師如来の霊告を受けて、自ら薬師如来像を彫り、それを安置する堂を設けたのが当寺の起源である。
その後、1596年（慶長元年）に真言宗から曹洞宗に転宗した。
当寺の薬師堂の天井画は静岡県の文化財に指定されている。渡辺崋山の弟子の永村茜山によって描かれた。

## 文化財
- 医王寺薬師堂天井画 雲龍図１面、天女図４面、花卉図50面（静岡県指定有形文化財 昭和58年2月25日指定）[3]
- 医王寺薬師堂（静岡県指定有形文化財 昭和61年12月5日指定）[4]

## 交通アクセス
- 新金谷駅より徒歩14分。